# 양심의 자유
양심의 자유(良心- 自由, 영어: freedom of conscience)란 인간의 존엄과 가치의 내면적 기초가 되는 각자의 윤리의식과 사상을 자유로이 형성하고 또 그것을 외부에 표명하도록 강제당하지 아니할 자유와 더불어 그 윤리의식이나 사상에 반하는 행위를 강요당하지 아니할 자유를 말한다. 양심의 자유는 성격상 자연인만이 그 주체가 될 수 있다.

## 양심의 개념
양심이란 세계관ㆍ인생관ㆍ주의ㆍ신조 등은 물론, 이에 이르지 아니하여도 보다 널리 개인의 인격형성에 관계되는 내심에 있어서의 가치적ㆍ윤리적 판단도 포함된다.
한편 신앙이나 사상의 자유와 관련해서는, 양심은 종교적 확신을 의미하는 신앙보다는 넓은 개념으로 본다. 대한민국 헌법은 제 20조에서 종교의 자유를 별도로 규정하고 있다. 또한 양심이 윤리적 차원의 사고라면 사상은 논리적 차원의 사고라는 점에서 사상은 양심보다 넓은 개념으로 본다. 그러나 양자는 내심에 있어서의 자유로운 정신작용을 보장하는 것을 목적으로 하고, 사상도 가치관을 기초로 한다는 점에서 불가분의 관계에 있다.

## 양심의 자유의 내용

### 판례
- 양심의 자유는 양심형성의 자유와 양심적 결정의 자유를 포함하는 내심적 자유와 양심적 결정을 외부로 표현하고 실현할 수 있는 양심실현의 자유, 윤리적 판단을 국가권력에 의하여 외부에 표명하도록 강제받지 않는 자유 즉 윤리적 판단사항에 관한 침묵의 자유를 포함한다.[3]

- 헌법이 보호하려는 양심은 어떤 일의 옳고 그름을 판단함에 있어서 그렇게 행동하지 아니하고는 자신의 인격적인 존재가치가 허물어지고 말 것이라는 강력하고 진지한 마음의 소리이지, 막연하고 추상적인 개념으로서의 양심이 아니다.[4]

- 경찰관의 음주측정행위는 양심의 자유를 침해하는 것이 아니다.[5]

- 양심의 자유가 보장하고자 하는 양심은 민주적 다수의 사고나 가치관과 일치하는 것이 아니라, 개인적 현상으로서 지극히 주관적인 것이다. 양심은 그 대상이나 내용 또는 동기에 의하여 판단될 수 없으며, 특히 양심상의 결정이 이성적,합리적인가, 타당한가 또는 법질서나 사회규범, 도덕률과 일치하는가 하는 관점은 양심의 존재를 판단하는 기준이 될 수 없다.[6]

- 헌법 제19조가 보호하고 있는 양심의 자유는 양심형성의 자유와 양심적 결정의 자유를 포함하는 내심적 자유뿐만 아니라, 양심적 결정을 외부로 표현하고 실현할 수 있는 양심실현의 자유를 포함한다.[7]

- 준법서약은 어떤 구체적이거나 적극적인 내용을 담지 않은 채 단순한 헌법적 의무의 확인,서약에 불과하다 할 것이어서 양심의 영역을 건드리는 것이 아니므로 가석방심사위원회의 준법서약서 제출요구는 양심의 자유를 침해하지 않는다.[8]

- 단순한 사실관계의 확인과 같이 가치적,윤리적 판단이 개입될 여지가 없는 경우는 물론, 법률해석에 관하여 여러 견해가 갈리는 경우처럼 다소의 가치관련성을 가진다고 하더라도 개인의 인격형성과는 관계가 없는 사사로운 사유나 의견 등은 헌법 제19조가 보장하는 양심의 자유의 보호대상이 아니다.[9]

- 공정거래법 위반사실의 공표명령은 단순히 법위반사실 자체를 공표하라는 것일 뿐, 사죄 내지 사과하라는 의무요소를 가지고 있지 아니하여 양심의 자유의 침해문제는 발생하지 않는다.[10]

- ｢소득세법｣에 따라 세무사가 행하는 성실신고확인은 확인대상사업자의 소득금액에 대하여 관련 법령에 따라 확인하는 것으로 단순한 사실관계의 확인에 불과한 것이어서 헌법 제19조에 의하여 보장되는 양심의 영역에 포함되지 않는다.[11]

- 헌법재판소는 지난 2018. 6. 28. 선고한 2011헌바379등 사건에서 양심적 병역거부자에 대한 대체복무제를 도입하라는 취지로 병역법 제5조 제1항에 대하여 헌법불합치 결정을 하면서 그 입법시한을 2019. 12. 31.로 하였고, 이에 따라 입법자는 위 시한까지 대체복무제를 도입하는 내용의 입법을 할 의무를 부담하게 되었다. 이에 더하여 입법자가 기존에 유죄판결을 받은 양심적 병역거부자에 대해 전과기록 말소 등의 구제조치를 할 것인지에 대하여는 입법자에게 광범위한 입법재량이 부여되어 있다고 보아야 한다.[12]

- ‘양심’은 민주적 다수의 사고나 가치관과 일치하는 것이 아니라, 개인적 현상으로서 지극히 주관적인 것이다. 양심은 그 대상이나 내용 또는 동기에 의하여 판단될 수 없으며, 특히 양심상의 결정이 이성적·합리적인가, 타당한가 또는 법질서나 사회규범·도덕률과 일치하는가 하는 관점은 양심의 존재를 판단하는 기준이 될 수 없다[13]

- 양심의 자유는 내심에서 우러나오는 윤리적 확신과 이에 반하는 외부적 법질서의 요구가 서로 회피할 수 없는 상태로 충돌할 때에만 침해될 수 있다. 그러므로 당해 실정법이 특정의 행위를 금지하거나 명령하는 것이 아니라 단지 특별한 혜택을 부여하거나 권고 내지 허용하고 있는 데에 불과하다면, 수범자는 수혜를 스스로 포기하거나 권고를 거부함으로써 법질서와 충돌하지 아니한 채 자신의 양심을 유지, 보존할 수 있으므로 양심의 자유에 대한 침해가 된다할 수 없다.[14]

### 양심의 자유에 관한 주요 사건

#### 사죄광고 사건[15]
1988년 6월 호 여성동아에 기재된 기사에 대해 민법 제 764조를 근거로 명예훼손에 따른 손해배상과 사죄광고가 청구되자 여성동아 측은 사죄광고는 양심의 자유를 침해하는 것이라며 헌법소원을 제기하였다. 이에 대해 헌법재판소는 "사죄광고의 강제는 (중략) 침묵의 자유의 파생인 양심에 반하는 행위의 강제금지에 저촉되는 것이며 따라서 우리 헌법이 보호하고자 하는 정신적 기본권의 하나인 양심의 자유의 제약(법인의 경우라면 그 대표자에게 양심표명의 강제를 요구하는 결과가 된다.)이라고 보지 않을 수 없다."라고 하면서 민법 제764조의 “명예회복에 적당한 처분”에 사죄광고를 포함시키는 것은 헌법에 위반된다고 판결하였다.

#### 국가보안법상 불고지죄 사건[16]
국가보안법상 불고지죄로 기소된 피고인이 해당 조항(구 국가보안법 제 10조)이 양심의 자유를 침해한다며 헌법소원을 제기했다.
헌법재판소는 이에 대해 "불고지죄는 국가의 존립과 안전에 저해가 되는 타인의 범행에 관한 객관적 사실을 고지할 의무를 부과할 뿐이고 개인의 세계관ㆍ인생관ㆍ주의ㆍ신조 등이나 내심에 있어서의 윤리적 판단을 그 고지의 대상으로 하는 것은 아니므로 양심의 자유 특히 침묵의 자유를 직접적으로 침해하는 것이라고 볼 수 없을 뿐만 아니라 국가의 존립ㆍ안전에 저해가 되는 죄를 범한 자라는 사실을 알고서도 (중략) 고지하지 아니하는 것은 결국 부작위에 의한 양심실현 즉 내심의 의사를 외부에 표현하거나 실현하는 행위가 되는 것이고 이는 이미 순수한 내심의 영역을 벗어난 것이므로 이에 대하여는 필요한 경우 법률에 의한 제한이 가능하다 할 것이다."라고 하면서 양심의 자유를 침해한 것이라고 할 수 없다고 하였다.

#### 준법서약제 등 위헌 확인 사건[17]
국가보안법 위반으로 무기징역형이 확정된 후 복역 중 준법서약서 제출요구를 거절하여 가석방에서 제외된 자가 가석방심사시 준법서약서를 요구하는 '가석방심사에관한규칙 제 14조 제 2항'이 양심의 자유를 침해한다며 헌법소원을 제기했다.
헌법재판소는 이에 대해 "헌법이 보호하고자 하는 양심은 어떤 일의 옳고 그름을 판단함에 있어서 그렇게 행동하지 않고는 자신의 인격적 존재가치가 파멸되고 말 것이라는 강력하고 진지한 마음의 소리로서의 절박하고 구체적인 양심을 말한다."고 전제하고 "준법서약은 어떤 구체적이거나 적극적인 내용을 담지 않은 채 단순한 헌법적 의무의 확인ㆍ서약에 불과하다 할 것이어서 양심의 영역을 건드리는 것이 아니다."라고 판시하였다. 또한 가석방은 행형당국의 판단에 따라 수형자가 받는 사실상의 이익이며 은전일 뿐이어서 준법서약의 제출 거부로 가석방 대상에서 제외된다고 해도 이는 준법서약을 강제하고 있는 것이 아니므로 양심의 자유를 침해하는 것이 아니라고 보았다.
하지만 이러한 다수의견에 대해서는 재판관 2인의 위헌의견이 있었다. 소수의견은 우선 서약서 제출 요구가 양심의 자유의 보호범위에 속하는지 여부에 관한 다수의견에 대해 "물론 폭력적 방법으로 정부를 전복할 권리는 누구에게도 보장되어 있지 않다. 그러나 그러한 사고가 개인의 내면에 머무는 한, 이를 고백하게 하거나 변경하게 하는 것은 양심의 자유를 침해하는 것이다."라고 반박하였다. 또한 자유로운 민주적 기본질서의 강조는 개인의 의견과 행위가 타인의 법익이나 공익을 침해하지 않는 한 관용해야 한다는 것을 의미하므로 아무리 자유민주주의의 반대자라 하더라도 그 표현된 행위가 공익에 적대적일 경우에만 정당한 제재를 가할 수 있고 따라서 공산주의자들의“행위”를 법적으로 처벌할 수는 있어도, 그들로 하여금 여하한 직ㆍ간접적인 강제수단을 동원하여 자신의 신념을 번복하게 하거나, 자신의 신념과 어긋나게 대한민국 법의 준수의사를 강요하거나 고백시키게 해서는 안될 것이라고 보았다. 다수의견이 가석방은 단순한 시혜이기 때문에 미제출로 가석방 대상에서 배제된다고 해도 이는 제출을 강제한 것이 아니라고 본 것에 대해서도, 준법서약서를 작성한다는 것은 지금껏 신봉한 공산주의를 포기하는 것이고 준법서약서와 가석방 여부의 문제에서 심각한 세계관 내지 양심상의 기로에 서있을 수밖에 없기 때문에“권리와 혜택”이라는 개념적 도식으로만 문제를 풀 수는 없다고 반박하였다.
또한 서약서 제도가 양심의 자유를 침해하는지 여부에 관해서도 준법서약서제도는 개인의 세계관ㆍ인생관ㆍ주의ㆍ신조 등이나 내심에 있어서의 윤리적 판단을 그 대상으로 하고 있다는 점에서 내심의 자유를 직접 제한하는 것이며 비록 준법서약서라는 ‘표현된 행위’가 매개가 되지만 이는, 국가가 개인의 내심의 신조를 사실상 강요하여 고백시키게 한다는 점에서 내심의 신조를 사실상 강요하는 것에 다름 아니라고 보았다.

#### 미국의 1958년의 Speiser v. Randall, 357 U.S. 513 사건
연방대법원은 표현의 자유의 경우 복잡하게 얽힌 그물망 같은 문제를 재판소가 다룸에 있어서, 그 제한의 방법과 효과를 심사함에 있어서는, 그것이 적용된 구체적 상황의 측면에서 세심한 분석과 비판적 판단이 이루어져야 한다고 전제하였다.
동 판결에서 연방대법원은 폭력적으로 정부전복을 하지 않겠다는 것을 서면으로 제출한 제대자에 대해서 재산세 면세 혜택을 주도록 한 법규정은 표현의 자유를 제한한다고 하였다. 연방대법원은 그러한 면세 혜택의 부인은 그 억지효과(deterrent effect)에 있어서 표현행위에 대한 벌금 부과와 같은 것이라고 판단하였다.
그러면서, 조세 면제는 하나의 “혜택 혹은 은전”(privilege or bounty)에 불과하므로 그 배제는 표현의 자유와 무관하다는 주 정부측의 논거를 잘못된 것이라고 하였다. 동 법원은 특정한 표현행위에 관련하여 조세 면제를 배제하는 것은 그 신청자에게 그러한 표현행위를 하지 말 것을 강요하는 효과(effect of coercing)를 지닌 것이며, 이는 “위험한 사상의 억지를 목적으로 한 것”이라고 하였다.

## 같이 보기
- 사상의 자유
- 신체의 자유
- 언론의 자유
- 종교의 자유
- 집회와 결사의 자유
- 표현의 자유
- 대한민국 헌법 제19조
- 차별금지법